# Mimochroa
Mimochroa là một chi bướm đêm thuộc họ Geometridae.